# .um
.um fue hasta 2008 el dominio de nivel superior geográfico (ccTLD) para Islas Menores de Estados Unidos.